# Kahler Asten
Pour les articles homonymes, voir Asten.
Avec une altitude de 841 m, le Kahler Asten est le sommet le plus populaire de la région de moyenne montagne du Sauerland en Rhénanie-du-Nord-Westphalie (Allemagne).
Il s'agit du 3e plus haut sommet de la chaîne du Rothaargebirge après le Langenberg (843 m) et le Hegekopf (842,9 m) mais, étant accessible par la route, c'est le plus connu. Il se trouve près de la petite ville de Winterberg, qui est connue pour le ski et les compétitions de bobsleigh.
Ce sommet dispose d’un climat vivifiant et venteux avec des étés frais, des hivers froids avec abondance de neige et des précipitations annuelles d’environ 1 400 mm.